# Синхротронно лъчение
Синхротронното лъчение е вид електромагнитно излъчване, което се поражда при движение на електрони с релативистични скорости (близки до скоростта на светлината в магнитно поле). Генерира се при работата на синхротроните, а в природата такова лъчение е нещо обичайно при активните галактични ядра.